# Sabiner Berge

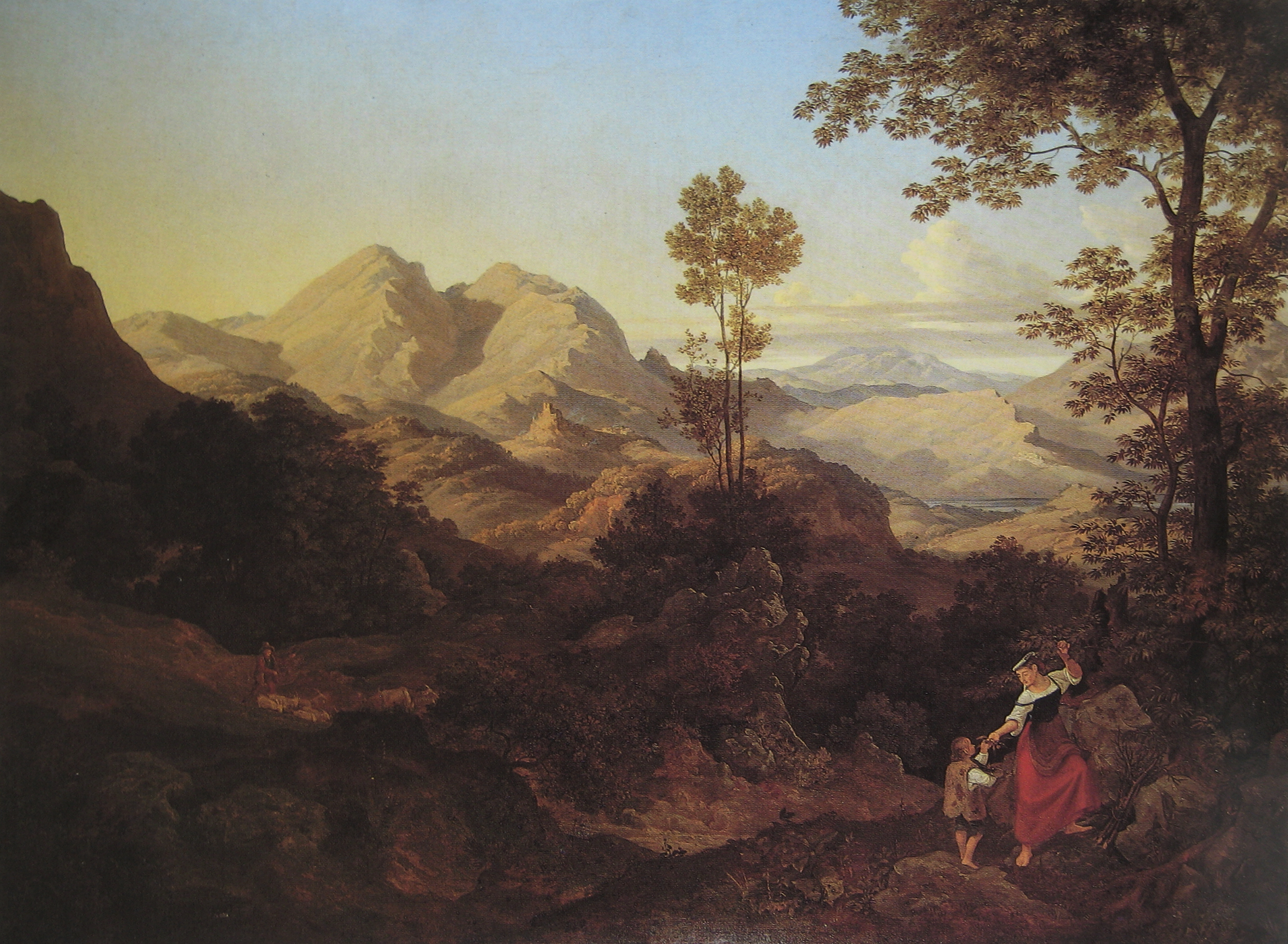
Sabiner Berge, Ölstudie von Ernst Fries aus der Zeit der deutschen Romantik

Die Sabiner Berge (ital. Monti Sabini) sind das westliche Randgebirge des Abruzzischen Apennin, zwischen Tiber und Turano gelegen. Es nimmt den Südwesten der Provinz Rieti ein. Es ist ein aus schwach gefalteten Kreide- und Jurakalken bestehendes, waldreiches und weitgehend landwirtschaftlich genutztes Bergland. Während in den niederen Bereichen der Olivenanbau vorherrschend ist, sind die höheren Lagen von Laubwald (Buche und Eiche) bedeckt. Höchste Erhebung ist der Monte Pellecchia (1365 Meter). Stark schüttende Quellen in der Bergfußzone versorgen die Campagna Romana und Rom mit Wasser. Die dort befindlichen Gemeinden sind in der Comunità Montana Monti Sabini e Tiburtini zusammengeschlossen.
Die römische Region Latium war eines der großen Reiseziele des 19. Jahrhunderts, vor allem auch für die Künstler der Romantik. Szenen aus den Sabiner oder Albaner Bergen aus dieser Zeit sind in europäischen Museen in großer Zahl vertreten.